# سامسونگ اس‌جی‌اچ-پی۳۰۰
سامسونگ اس‌جی‌اچ-پی۳۰۰ یک‌نمونه از گوشی‌های تلفن همراه سری P شرکت سامسونگ می‌باشد  که توسط همین شرکت به بازار عرضه شده‌است.